# José Antonio Gutiérrez
José Antonio Gutiérrez (San Miguel de Tucumán, Tucumán, Argentina) fue un futbolista argentino que se desempeñaba como defensor.

## Trayectoria

### Atlético Tucumán
Gutiérrez debutó en Atlético Tucumán en el año 1959 y en su primer año se coronó campeón tucumano, alternando titularidades con suplencias. Ese año también disputó el Campeonato de Campeones de la República Argentina, obteniendo el primer título nacional del decano.

### Estudiantes
En 1960 es transferido al fútbol de Buenos Aires, para sumarse a Estudiantes de La Plata, club al que también llegaron sus compañeros Rafael Albrecht y Miguel Muñoz.

## Selección Argentina
Gutiérrez disputó el Torneo Preolímpico, clasificatorio a los Juegos Olímpicos de Roma 1960. Sin embargo una lesión lo marginó de la selección argentina.

## Clubes
| Club                    | País      |
| ----------------------- | --------- |
| Atlético Tucumán        | Argentina |
| Estudiantes de La Plata | Argentina |

## Palmarés
| Título                                  | Equipo           | País      | Año  |
| --------------------------------------- | ---------------- | --------- | ---- |
| Liga Tucumana                           | Atlético Tucumán | Argentina | 1959 |
| Campeonato de Campeones de la República | Atlético Tucumán | Argentina | 1960 |